# Émao
Émao, auch Emau oder (englisch Emao Island) genannt, ist eine kleine Insel in der Provinz Shefa von Vanuatu im Pazifischen Ozean.

## Geschichte
James Cook nannte die Insel Hinchinbrooke Island.

## Geografie
Emao liegt im Südosten der Inselgruppe, etwa 30 km nordöstlich von Port Vila, der Hauptstadt von Vanuatu. Die Insel hat eine Fläche von 8,1 km². Es handelt sich um einen großen Hügel, dessen höchster Punkt (Mt. Makelu) 448 Meter über dem Meeresspiegel liegt. Von Ost nach West ist er 3,6 km lang und von Nord nach Süd 3,3 km breit.

## Fauna und Flora
Das einzige Säugetier, das dort vorkommt, ist ein Flughund, Pteropus anetianus.

## Demografie
Im Jahr 2015 wurden 767 Einwohner gezählt, die sich auf 155 Haushalte verteilen.